# بویی (آریزونا)
بویی، آریزونا (انگلیسی: Bowie, Arizona)یک محدوده ثبت نشده و حوزه سرشماری است در شهرستان کوچیز، آریزونا. به موجب سرشماری سال ۲۰۱۰ جمعیت آن ۴۴۹ نفر بود و اسم آن را بعد از فورت بویی، بویی گذاشتند.

## محل و شهرهای مجاور
این محل در بین ۱۰ ایالت شرق آریزونا در نزدیکی مرز غربی نیومکزیکو است. موقعیت آن در غرب دره سان سیمون و همچنین صخره‌های شمال شرقی کوه‌های داس کابزاس قرار دارد. در بین ۱۰ ایالت آریزونا در ویلکاکس پلایا غربی و جنوب غربی و همچنین بین سان سایمون، آریزونا و جاده فورکس لندزبرگ، نیومکزیکو در دروازه شرق قرار دارد.

## اطلاعات
بویی؛ بر اساس سرشماری سال ۲۰۱۰، جمعیت آن ۴۴۹ نفر و کد پستی اداره پست آن ۸۵۶۰۵ است.

## در فرهنگ عامه
نامگذاری بویی، آریزونا و ثبت شدن آن بر روی نقشه، هنگامی بود که مشخص شد این شهر، زادگاه جان رامبو است. بعد از اولین نمایش فیلم جان رامبو، شهر بویی هنگام دومین فیلم درنقشه آمریکا ثبت شد، بعداً در فیلم سوم و چهارم، بویی بر روی صفحه سینما برای اولین بار ظاهر شد. سیلوستر استالونه اعلام کرد که فیلم پنجم به‌طور کامل در بویی و مرز مکزیک فیلم‌برداری شد.

## آب و هوا
بویی دارای هوایی مرطوب با آب و هوایی نیمه خشک است، در تابستان بسیار گرم است و با باران‌های مصنوعی تغییر ایجاد می‌کنند و زمستان‌های آن کوتاه است، به‌طور کلی هوایی خشک با شب‌های سرد دارد. معمولاً در روز ۲۶٫۹ تا بالای ۱۰۰ درجه فارنهایت یا ۳۷٫۸ درجه سانتیگراد و طی ۱۱۹ روز سال هوای آن بیش از ۹۰ درجه فارنهایت یا ۳۲٫۲ درجه سانتیگراد است که فقط چند روز با بارش باران غیرمعمول و سنگین همراه است و طی تابستان بیشتر از این باران نمی‌آید. در فصل زمستان، معمولاً هوای آن یخبندان است و ۶/۶۳ در شب می‌شود، به‌طور متوسط سردترین زمان تا کنون در تاریخ ۳ تا ۹ دسامبر ۱۹۷۸ (منهای ۱۶٫۱ درجه سانتیگراد) بوده‌است.